# (7472) Kumakiri
(7472) Kumakiri est un astéroïde de la ceinture principale découvert le 1er février 1992 par les astronomes japonais Makio Akiyama et Toshimasa Furuta.

## Historique
Le lieu de découverte, par les astronomes japonais Makio Akiyama et Toshimasa Furuta, est Susono (code 886).